# Functie (positie)
Een functie (ook: positie, rol of beroep) is een standaard verzameling van taken, rechten en plichten voor een persoon binnen een bepaald domein, bijvoorbeeld binnen een instantie zoals een bedrijf of vereniging, maar ook bijvoorbeeld binnen een project.
Iemands functie bepaalt een deel van zijn sociale status, omdat deze bepaalt hoeveel invloed hij of zij heeft, welke verantwoordelijkheden iemand heeft, hoeveel iemand bijdraagt aan de samenleving, hoeveel mensen deze onder zich heeft, hoe hoog zijn of haar inkomen is, etc. Men spreekt van een hoge functie wanneer een persoon een bovengemiddeld inkomen en een bovengemiddelde invloed binnen een instantie heeft.

## Overzicht en uitleg van algemene functies
Door etymologie, gebruiken, overlevering en praktijk zijn in het Nederlandse taalgebied de navolgende woordparen in functie, rang en beroep en hun plaatsvervanging, opvolging en gradatie ontstaan. Sommige woordparen zijn in de lijst opgenomen om de verschillen in benaming duidelijker te maken.

### Plaatsvervangend en waarnemend burgemeester
Een burgemeester is een burgemeester die (in Nederland) door de Kroon benoemd is na voordracht door de minister van Binnenlandse Zaken en op voorspraak van de commissaris van de Koning en na consultatie van (de vertrouwenscommissie uit) de gemeenteraad van de bewuste gemeente. Een (gewone) burgemeester wordt in het algemeen voor een termijn van 6 jaar benoemd in Nederland. In principe voor onbepaalde duur en kan telkenmale (her)benoemd worden in termijnen van zes jaar tot het bereiken van de pensioengerechtigde leeftijd.
Een plaatsvervangend burgemeester heet een locoburgemeester en is in het algemeen de eerste wethouder van een gemeente. Eventuele locoburgemeesters (eerste loco-, tweede loco-, enzovoorts) worden volgens een door het college van burgemeester en wethouders (B&W) vastgesteld rooster van plaatsvervanging aangewezen uit de beschikbare wethouders. Een locoburgemeester neemt voor bepaalde omstandigheden de taken over bijvoorbeeld bij (kortstondige) afwezigheid van of verplichtingen elders van de zittende burgemeester.
Mocht er door omstandigheden geen (gewone) of locoburgemeester aanwezig zijn dan is in de Gemeentewet dan wel de bestuurspraktijk geregeld dat de plaatsvervangend voorzitter van de gemeenteraad dan wel de nestor oftewel het raadslid met de meeste dienstjaren als tijdelijk plaatsvervangend locoburgemeester kan fungeren.
Een waarnemend burgemeester is een door de commissaris van de Koning tijdelijk aangestelde burgemeester in die gevallen waarin er geen gewone burgemeester meer in functie is in een gemeente. Dit kan komen doordat de zittende burgemeester ontslag heeft genomen of is verleend. Bijvoorbeeld bij vertrek naar een andere gemeente of nieuwe positie of bij ziekte of soms ook wel bij gebrek aan vertrouwen door de raad. Een waarnemend burgemeester fungeert dus voor bepaalde duur en ook wel als een zittende burgemeester de pensioengerechtigde leeftijd heeft bereikt of bij een gemeentelijke herindeling of bij een vacature of lopende sollicitatieprocedure voor een nieuwe burgemeester.

### kandidaat, oud, aftredend of demissionair
Een kandidaat is een functionaris (bijvoorbeeld verkiesbaar politicus) voor een bepaalde functie.
Een aftredend functionaris is een persoon die doordat die zijn of haar mandaat ter beschikking heeft gesteld of bij een vertrouwenskwestie ophoudt de functie uit te oefenen.
Een demissionair, uittredend of ontslagnemend functionaris is van wie het mandaat of de zittingstermijn afloopt.
Nadat een functionaris een functie of positie niet meer bekleedt, wordt dat ook wel aangemerkt als oud- of ex-, bijvoorbeeld oud-minister of ex-minister, waarbij in het spraakgebruik de aanduiding oud-minister soms als respectabeler wordt gezien dan ex-minister. Ook moet men gedurende een zekere periode die positie hebben bekleed en is een zittingstermijn van enkele maanden of een enkel jaar vaak niet een reden om bewindspersonen als zodanig te kwalificeren.

### Junior, senior en nestor
Senior is Latijn voor de oudere (van senere, dat oud worden betekent). De term senior wordt in meerdere verbanden gebruikt. Zo wordt iemand die tot een oudere generatie behoort 'senior' genoemd, soms als tegenstelling van junior. Ook wordt iemand binnen een bepaalde functie als senior aangemerkt wanneer hij deze langere tijd beoefent. 
Termen als junior en senior maken vaak ook deel uit van titels en functieomschrijvingen. Trustkantoren hebben bijvoorbeeld junior en senior juristen en accountants. Wanneer men vervolgens doorgroeit naar het management kan men dan weer junior en vervolgens senior manager worden. Ook bestaan in veel bedrijven (advocaten- en accountantskantoren) junior en senior partners. Soms wordt de term 'junior' (evenals 'assistent') als stigmatiserend beschouwd en wordt deze uit de omschrijving weggelaten.
Iemand wordt meestal tot de 'senioren' gerekend vanaf 50 à 55 jaar, in sommige streken in Vlaanderen reeds vanaf 45 jaar.
In praktijk kan men ook door een bepaalde statuur of gezag ook een vorm van aanzien verwerven en als senior aangemerkt worden. Vergelijk ook bij een langjarig ambts- of dienstverband; vaak ook wel senioriteit genoemd. 
N.B. een veteraan in militaire kringen wordt diegene genoemd die als militair in oorlogstijd heeft gediend (oorlogsveteraan) of aan een buitenlandse of internationale missie heeft deelgenomen en niet meer in werkelijke dienst is. Zodoende kan men ook op betrekkelijk jonge leeftijd al veteraan zijn na het verlaten van de dienst.
Een Nestor (positie) in bestuur en politiek is in het algemeen de functionaris met de meeste dienstjaren (senioriteit) in het betreffende politiek orgaan. Bij een gelijk aantal dienst- of zittingsjaren telt het eerste jaar van verkiezing dan wel benoeming en anders het oudste zijn in leeftijd. Let op: is men tussentijds een of meer jaren of termijnen uit het orgaan weggeweest, dan tellen die jaren niet mee bij het bepalen van het werkelijke ambts- of dienstverband.

### Gewoon versus buitengewoon of bijzonder hoogleraar
In het algemeen is een gewoon hoogleraar een aan een (faculteit van een) universiteit aangesteld hoogleraar (met als titel professor) in een volledige betrekking voor wetenschappelijk onderwijs en onderzoek binnen een bepaalde vakgroep.
Een buitengewoon hoogleraar heeft vaak een (deeltijd)aanstelling van een kleiner aantal uren dan een gewoon hoogleraar.
Een bijzonder hoogleraar is veelal aangesteld door een externe organisatie (bijvoorbeeld een stichting met een eigen leerstoel). Hij of zij bekleedt zo een eigen (bijzondere) leerstoel met een specifieke leeraanstelling en vaak ook in deeltijdse vorm dan wel voor een bepaalde periode. 

### Emeritus, 'in ruste', ere of gast
Een emeritus hoogleraar (ook wel: hoogleraar in ruste, erehoogleraar of gasthoogleraar) of professor emeritus is een hoogleraar die geen (gewone) aanstelling meer heeft aan een universiteit, in algemeen bij het bereiken van de pensioengerechtigde leeftijd (65 of 70 jaar). Hij of zij legt zijn of haar ambt neer en gaat met emeritaat (oftewel pensioen). Hoewel men vaak ziet dat hoogleraren tot op (zeer) hoge leeftijd nog verbonden willen blijven aan faculteit of vakgroep door in eigen tijd en voor eigen rekening onderzoek te doen en promoties te begeleiden. Dit fenomeen wordt ook wel erehoogleraarschap of nulaanstelling als gasthoogleraar genoemd. Hoewel in het algemeen een gasthoogleraar een (gewoon) hoogleraar is die elders een aanstelling heeft en voor een beperkte duur wordt uitgeleend dan wel kortdurend wordt aangesteld bij de gastinstelling vanuit de eigen universiteit. 
Ook de geestelijkheid kent het fenomeen van 'met emeritaat gaan'; vergelijk emerituspredikant of -pastor. Een 'hoogleraar in ruste' is dus een professor die vanwege het bereiken van een bepaalde leeftijd geen onderwijs of onderzoek meer verricht. Dit kan vergeleken worden met de medische stand waar het begrip 'arts in ruste' of rustend arts gebruikt wordt.
Een oud-hoogleraar is een benaming die eigenlijk alleen gebruikt wordt als men een aantal jaren als hoogleraar heeft gefunctioneerd en daarna iets anders is gaan doen. De titel professor (voor iemands naam) wordt in zo'n geval dan meestal niet meer gevoerd.
Een erevoorzitter is een titel die kan worden toegekend door de betreffende organisatie (bijvoorbeeld een vereniging) aan een voorzitter die als zodanig heel goed heeft gefungeerd en veel betekend heeft voor de organisatie en haar leden. Vaak wordt zo'n toekenning gedaan aan een voorzitter bij zijn afscheid na een uitmuntende staat van dienst of langdurige verbondenheid.

### Reserve of buiten dienst
In militaire kringen kent met de term reserve en buiten dienst in combinatie met de rang (dienst/functie) voor (opper-)officieren die met functioneel leeftijdsontslag, (FLO, 'pensioen') zijn oftewel de werkelijke dienst hebben verlaten na een bepaalde tijd.
Reserve kan ook duiden op een verband in buitengewone dienst of als 'reservist' in kader van mobilisatie. Waarbij in buitengewone omstandigheden (rampen of oorlog) diegenen weer onder de wapenen werden geroepen. Heden ten dage geldt dit vooral nog voor de geneeskundige diensten en bepaalde specialismen en inzet bij buitenlandse c.q. internationale missies. Bijvoorbeeld: 'reserve-kapitein' of 'Generaal buiten dienst' (generaal b.d.)

## Lijst van veel voorkomende functies
De volgende lijst geeft een overzicht met veel voorkomende functies met de eventuele plaatsvervanging, opvolging en gradatie:
- aartsbisschop - bisschop - hulpbisschop/coadjutor
- adjunct-directeur
- afdelingshoofd - teamleider/ploegbaas
- ambassadeur - ambassaderaad
- bovenmeester - meester - onderwijsassistent - klassenassistent
- burgemeester - locoburgemeester
- chef-arts - arts - arts-assistent
- chef-kok - kok - leerling-kok - koksmaat/keukenhulp - afwasser
- commissaris der koningin - ... (?) /(gedeputeerde)
- commissaris externe betrekkingen
- commissaris interne betrekkingen
- commissie coördinator
- consul-generaal - consul
- directeur-generaal - directeur - onderdirecteur
- directie-voorzitter - directeur - onderdirecteur
- doctor - doctorandus
- documentalist
- eerst verantwoordelijke verzorgende - verzorgende
- generaal-overste - luitenant-kolonel
- griffier - buitengriffier
- gouverneur-generaal - gouverneur
- hoofdcommies - commies - adjunct-commies/hulpcommies
- hoofdcommissaris - commissaris
- hoofddocent - docent
- hoofdingenieur - ingenieur
- hoofdman - man
- hoofdofficier van justitie - officier van justitie - substituut-officier van justitie
- hoofdonderwijzer - onderwijzer - onderwijsassistent - klassenassistent
- hoofdredacteur - (eindredacteur) - chef-redacteur - redacteur
- hoofdverpleegkundige - verpleegkundige
- Hoofdwerktuigkundige - 2e Werktuigkundige - 3e Werktuigkundige
- hoogleraar - leraar
- kapitein - 1e Stuurman - 2e Stuurman - 3e Stuurman
- keizer - koning - kroonprins - prins - erfprins
- kolonel - luitenant-kolonel
- manager
- managing partner - internationaal partner - senior partner - partner - junior partner - salarispartner/kantoorpartner
- materiaalcommissaris
- (gilde) meester - gezel - leerling
- minister-president - minister - onderminister/(viceminister) - staatssecretaris
- notaris - kandidaat-notaris
- architect
- ober(kellner) - kellner
- opperofficier - officier - adjudant/onderofficier
- opperrabbijn - rabbijn
- pastoor - parochievicaris/onderpastoor
- penningmeester
- premier - vicepremier
- president - vicepresident
- president-directeur - directeur - adjunct-directeur
- president-commissaris - commissaris
- priester - diaken - ( (sub-)diaken )
- projectleider
- PR-commissaris
- raadslid - duo-raadslid
- rector-magnificus - rector - conrector
- schout - schepen
- secretaresse
- secretaris-generaal - secretaris - adjunct-secretaris
- Softwareontwikkelaar
- vicaris-generaal - vicaris
- voorzitter - vicevoorzitter/ondervoorzitter
- wethouder - wethouders-assistent